# باري إيتشيسون
باري إيتشيسون (بالإنجليزية: Barrie Aitchison)‏ هو لاعب كرة قدم بريطاني، ولد في 15 نوفمبر 1937 في كولشيستر في المملكة المتحدة. لعب مع توتنهام هوتسبير وكولتشستر يونايتد ونادي كامبريدج ستي.